# Trolleybus Neuenburg
Der Trolleybus Neuenburg ist das Trolleybus-System der schweizerischen Stadt Neuenburg im Kanton Neuenburg. Darüber hinaus werden auch die Nachbargemeinden Auvernier, Hauterive, Saint-Blaise und La Tène bedient, bis 1969 auch Valangin – wo eine Verknüpfung mit dem benachbarten Trolleybus Val de Ruz bestand. Der Trolleybus Neuenburg wurde 1940 eröffnet und ersetzte bis 1976 sukzessive die ehemalige städtische Strassenbahn Neuenburg. Die kumulierte Linienlänge beträgt heute 25,7 Kilometer, jährlich werden 10,6 Millionen Fahrgäste befördert.
Der Betrieb gehört seit 2012 den Transports Publics Neuchâtelois SA, kurz (transN). Zuvor gehörte das Neuenburger Trolleybusnetz zu den Transports en commun de Neuchâtel et environs (TN). transN betreibt unter anderem auch die Überlandstrassenbahn nach Boudry sowie diverse Autobuslinien. Ferner betrieb das Unternehmen mit dem vorläufig eingestellten Trolleybus La Chaux-de-Fonds bis Mai 2014 ein weiteres Trolleybusnetz in der Region.

## Linien
Es verkehren drei Trolleybuslinien, darunter zwei Durchmesserlinien und eine Radiallinie. Die dreistelligen Liniennummern wurden zum Fahrplanwechsel im Dezember 2013 eingeführt, davor hiessen die Linien 1, 2, 7 und 8. Die beiden Radiallinien 102 und 108 wurden erst betrieblich und später vollständig zu einer Durchmesserlinie 102 verknüpft.
| Linie | Strecke                                               | Länge   | Haltestellen | Fahrzeit        | Takt in Minuten | Kurse |
| ----- | ----------------------------------------------------- | ------- | ------------ | --------------- | --------------- | ----- |
| 101   | Cormondrèche – Place Pury – Marin-Epagnier Gare       | 12,9 km | 42 / 43      | 39 / 40 Minuten | 7,5 Minuten     | 13    |
| 102   | Serrières – Place Pury – Temple des Valangines        | 04,7 km | 17 / 20      | 14 / 19 Minuten | 10 Minuten      | 04    |
| 107   | Place Pury – Hauterive, Poste (– Marin-Epagnier Gare) | 08,1 km | 26 / 26      | 26 / 23 Minuten | 7,5 Minuten     | 06    |

## Geschichte
Die einzelnen Streckenabschnitte gingen wie folgt in Betrieb:
| 16. Februar 1940 | Place Pury–Serrières                      |
| 21. Mai 1949     | Place Pury–Terreaux–Temple des Valangines |
| 1. Juli 1949     | Place Pury–Vauseyon–Valangin(–Cernier)    |
| 30. Juni 1957    | Place Pury–Monruz                         |
| 29. August 1957  | Monruz–Sentier Gare CFF–Saint-Blaise      |
| 1964             | Terreaux–Rochettes–La Coudre              |
| 1964             | Rochettes–Gare CFF                        |
| 1969             | La Coudre–Hauterive                       |
| 11. Juli 1976    | Vauseyon–Corcelles-Collège                |
| 30. August 1976  | Corcelles-Collège–Cormondrèche            |
| 9. Oktober 1978  | Saint-Blaise–Marin-Epagnier Gare          |
| 1991             | Hauterive–Sentier Gare CFF                |

Die von der ehemaligen Linie 4 bediente Überlandstrecke nach Cernier – sie ersetzte die ursprünglich nur bis Valangin führende Strassenbahn – wurde dabei am 3. November 1969 wieder stillgelegt. Hierbei handelte es sich um eine Gemeinschaftslinie mit der Compagnie des Transports du Val-de-Ruz (VR), der Abschnitt Valangin–Boudevilliers–Fontaines–Cernier gehörte zum Trolleybus Val de Ruz. Zwischen Neuenburg und Valangin fuhren dabei VR-Trolleybusse unter TN-Fahrleitung, im Abschnitt Valangin–Cernier entsprechend TN-Wagen unter VR-Infrastruktur.
Am 10. Juni 2001 folgte ausserdem die Einstellung der kurzen Verbindung zwischen Rochettes und Gare CFF. Sie wurde von der Linie 6 Place Pury–Gare CFF bedient, auf der bereits ab dem 18. März 2001 ein Ersatzverkehr mit Dieselbussen stattfand. Allerdings hat die Linie als Verbindung zum Bahnhof an Bedeutung verloren, seit die Standseilbahn "Funambule" (Linie 110 Neuchâtel-Gare–Université") in Betrieb ist.

## Fahrzeuge
Für den Trolleybus Neuenburg wurden im Laufe der Jahre folgende Fahrzeuge beschafft, die aktuell eingesetzten Wagen sind grau hinterlegt:
|  | Nummern                   | Stück | Hersteller     | Elektrik     | Typ        | Art         | niederflurig | Baujahre  | Bemerkungen |
|  | ------------------------- | ----- | -------------- | ------------ | ---------- | ----------- | ------------ | --------- | --- |
|  | 1–3                       | 03    | Saurer / Eggli | BBC          |            | Solowagen   | nein         | 1940      | Nummer 2 heute Museumswagen bei der Association Neuchâteloise des Amis du Tramway |
|  | 11–17, ab 1980: 111–117   | 07    | Saurer / Hess  | SAAS         |            | Solowagen   | nein         | 1949      | (1)15 in VST-Einheitslackierung |
|  | 6                         | 01    | FBW / Tüscher  |              |            | Solowagen   | nein         | 1939      | 1951 gebraucht vom Trolleybus Zürich übernommen, dort Nummer 53, 1976 abgestellt |
|  | 21–30, ab 1980: 121–130   | 10    | Saurer / Hess  | SAAS         |            | Solowagen   | nein         | 1956–1957 | (1)22, (1)23, (1)25, (1)26 und (1)28 in VST-Einheitslackierung |
|  | 181–182, ab 1980: 381–382 | 02    | Draize         | –            |            | Anhänger    | nein         | 1957–1958 | 1983 ausrangiert |
|  | 183, ab 1980: 383         | 01    | FBW / Moser    | –            |            | Anhänger    | nein         | 1957      | 1976 gebraucht von der Auto AG Rothenburg übernommen, zuvor bis 1974 als Autobusanhänger Nummer 54 bei den Verkehrsbetrieben Luzern im Einsatz, in Neuenburg VST-Einheitslackierung, 1983 ausrangiert                                                                                  |
|  | 31–40, ab 1980: 131–140   | 10    | Saurer / Hess  | SAAS         |            | Solowagen   | nein         | 1964      | |
|  | 7–10, ab 1980: 107–110    | 04    | FBW / Gangloff | BBC          |            | Solowagen   | nein         | 1942      | 1967 gebraucht vom Trolleybus Bern übernommen, dort Nummern 13–16 |
|  | 51–60, ab 1980: 151–160   | 10    | FBW / Hess     | BBC / SAAS   | 91 GTS     | Gelenkwagen | nein         | 1976      | VST-Einheitslackierung |
|  | 161–172                   | 12    | FBW / Hess     | BBC-Sécheron | 91 GTS     | Gelenkwagen | nein         | 1983–1984 | |
|  | 101–121                   | 21    | NAW / Hess     | ABB          | BGT 5-25   | Gelenkwagen | nein         | 1991      | 121 im Jahr 2013 in 621 umnummeriert |
|  | 121–125                   | 05    | Hess           | Kiepe        | BGT-N2     | Gelenkwagen | ja           | 1996      | 2013 (123–125) und 2014 (121–122) gebraucht aus La Chaux-de-Fonds übernommen. In Neuenburg standen nur die Wagen 124 und 125 im Einsatz, der bereits bei der Übernahme unfallbeschädigte Wagen 123 wurde als Ersatzteilspender ausgeschlachtet und noch im gleichen Jahr verschrottet. |
|  | 131–150                   | 20    | Hess           | Kiepe        | BGT-N2C    | Gelenkwagen | ja           | 2009–2011 | |
|  | 161–178                   | 18    | Hess           | Kiepe        | 19 BGT-N2D | Gelenkwagen | ja           | 2023–2024 | |

Die letzten Solowagen schieden 1991 aus dem Bestand. Weil vor Ablieferung des Typs BGT-N2C keine Niederflurtrolleys zur Verfügung standen, wurden zwischen 2004 und 2010 auf den Linien 1 und 7 niederflurige Autobusse im Mischverkehr eingesetzt. Damit wollte man den Fahrgästen zumindest einzelne – im Fahrplan gekennzeichnete – barrierefreie Fahrten anbieten. Nach Ausmusterung der letzten Lausanner 91 T im Mai 2021, war Neuenburg ferner der letzte Schweizer Trolleybusbetrieb, in welchem hochflurige Trolleybusse verkehrten.